# Prionotus alatus
Prionotus alatus är en fiskart som beskrevs av Goode och Bean, 1883. Prionotus alatus ingår i släktet Prionotus och familjen knotfiskar. Inga underarter finns listade i Catalogue of Life.